# 波利尼西亞人的航海

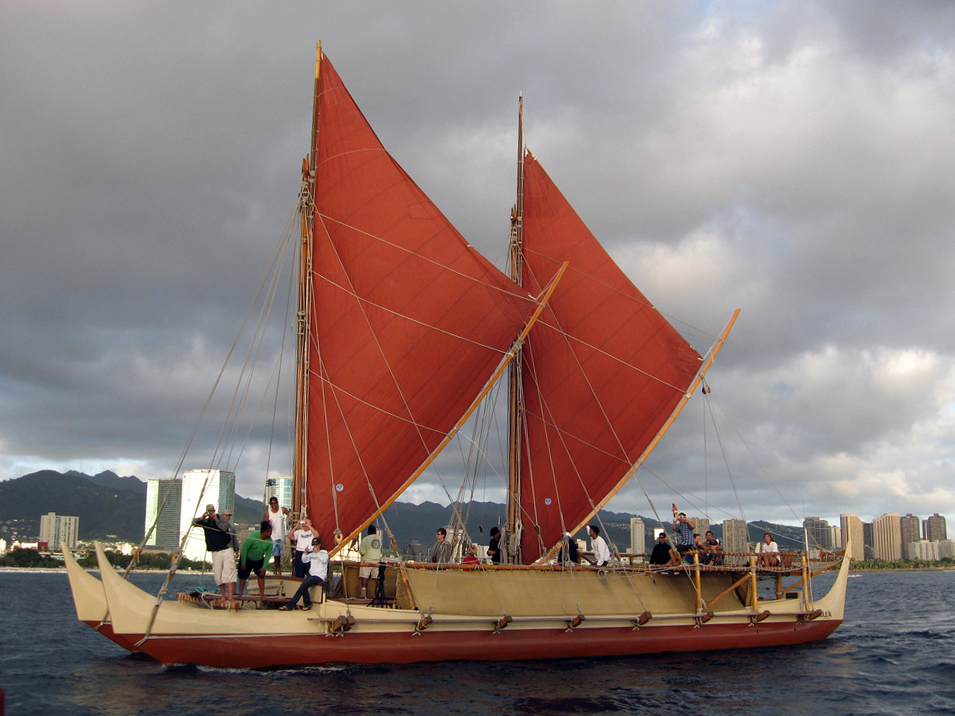
波利尼西亚双体船的复制品（2009年摄于檀香山）

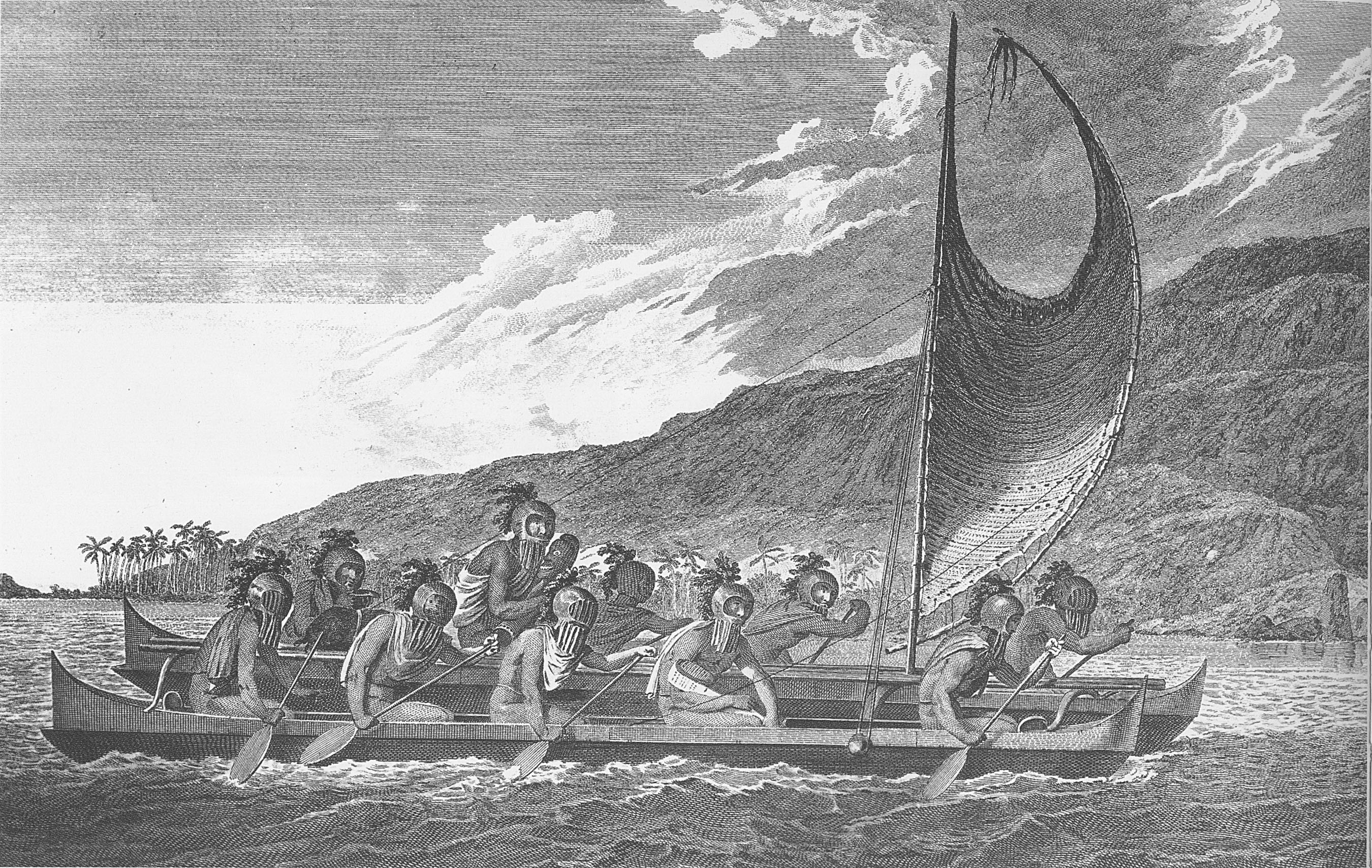
夏威夷人驾驶双体独木舟

波利尼西亚人的航海技术已被使用数千年，这些技术使得波利尼西亚人能够在太平洋上进行跨越数千公里的长途航行。波利尼西亚人驾驶着支腿独木舟或双体独木舟，几乎与波利尼西亚三角内的每一座岛屿建立了联系。除了运用口述傳統代代相传的大量知识外，波利尼西亚的航海者还会使用包括观星、观鸟在内的航行技术。除此之外，他们跳岛式的航行方式是为了应对太平洋上岛屿资源稀缺的问题。当某座岛屿上的资源，如食物、木材、水和土地，逐渐匮乏时，岛民便会运用航海技术前往新的岛屿。然而，随着南太平洋上越来越多的岛屿被人类占据，以及国籍和国界变得愈发重要，这种迁徙方式逐渐变得不可行。于是，人们便被困在资源紧缺的岛屿上。
航海者通过使用航海技术以及由师傅口授给徒弟的知识（通常以歌曲的形式传承下来）前往一些小岛。通常，每个岛屿都会设有一个行会，其成员拥有很高的社会地位；在饥荒或苦难时期，他们可以进行交易以获取援助，或将人们撤离到邻近岛屿上。截止至2014年，人们仍然在玻里尼西亞域外點的陶馬科島上教授着这些传统的航行方法。同时，一些太平洋上的航海社团也会传授这些航海知识。导航技术在过去被视为行会秘密，然而现代在复兴这些技艺时，人们开始记录并发表这些航海技术。

## 历史

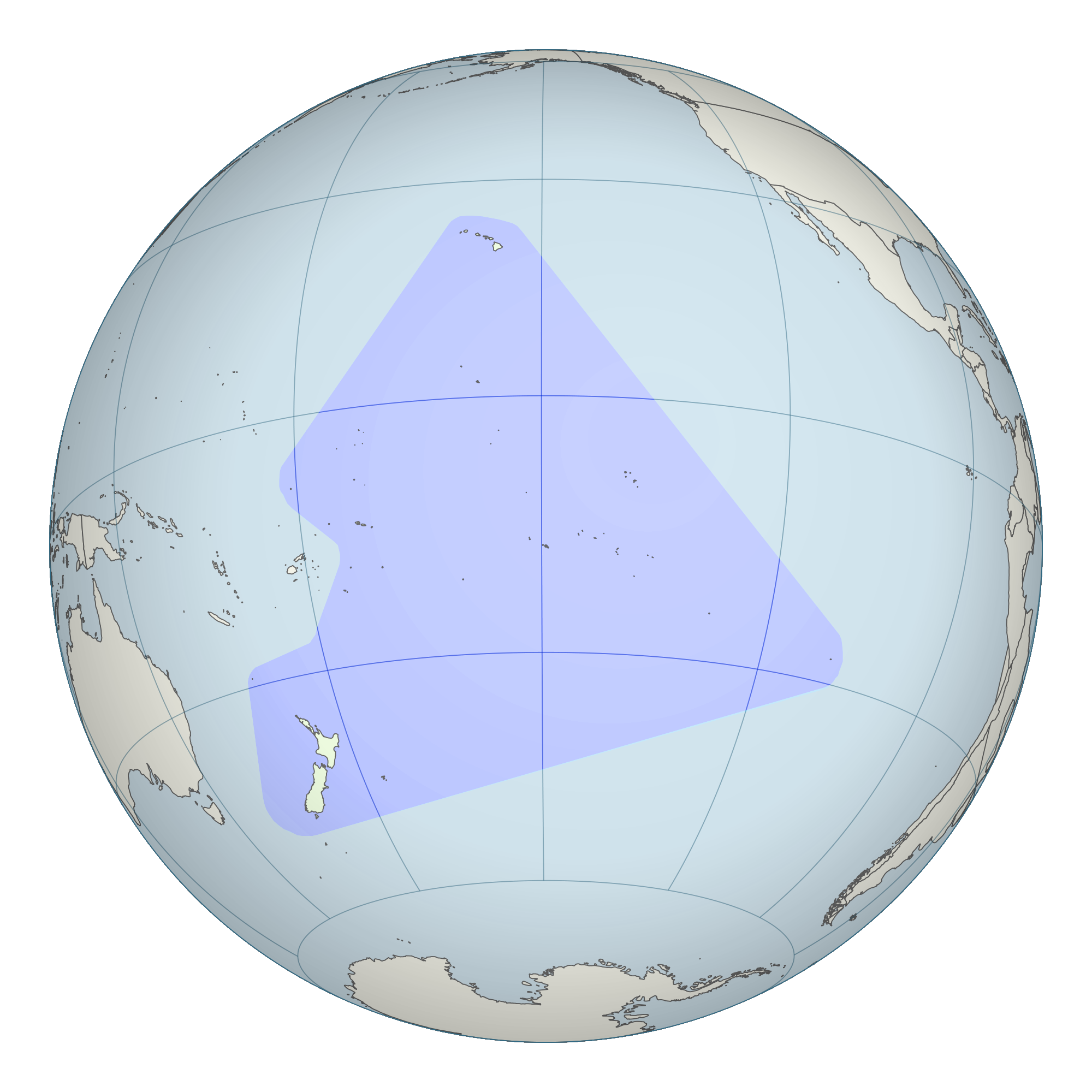
波利尼西亚三角

公元前约3000年至公元前约1000年之间，很可能起源于台湾的南島人开始向东南亚扩散。随后，他们经过菲律宾和印度尼西亚，进入密克罗尼西亚西部的边缘地带，并扩张至美拉尼西亚。通过基因学的研究，科学家发现这一扩张过程留下了清晰的痕迹，使得可以追踪他们的迁徙路径并大致确定时间。
公元前2世纪中叶，一种独特的文化突然出现在了美拉尼西亚西北部的俾斯麦群岛上，该群岛呈弧形分布，从新不列颠岛一直延伸至阿德默勒尔蒂群岛。这种文化被称为拉皮塔文化，在美拉尼西亚的考古记录中尤为显著，其特征之一是沿海建有大型永久性村落。除此之外，拉皮塔文化最具代表性的是其制陶技艺，其中包括大量形态各异的器皿，一些陶器的表面还刻有精美的图案。公元前大约1300年至公元前大约900年之间，拉皮塔文化从俾斯麦群岛向东扩张了约6000公里，最终到达汤加和萨摩亚。拉皮塔陶器在传入西波利尼西亚后，如萨摩亚、汤加和斐济等地，仍被持续使用了多年，但由于粘土资源匮乏，最终消失在了大部分波利尼西亚地区上。尽管陶器制造未能传播到西波利尼西亚以外的地区，但在波利尼西亚中部的考古发掘中仍有陶器材料出土，研究认为这些陶器是通过贸易传入的。
根据波利尼西亚人的口述传统，他们的航行路径被类比成一只章鱼，其头部位于法属波利尼西亚的赖阿特阿岛，触须则向太平洋各处延伸。在口述传统中，这只章鱼有着不同的名字，如：（繁荣大章鱼）、（天地之始）以及Te Wheke-a-Muturangi（穆图朗伊章鱼）。
波利尼西亚东部和中部各群岛被发现和定居的具体时间，考古学界仍存在着激烈的争论，被学界普遍接受的时间如下：波利尼西亚人在公元1000年之前开始在库克群岛定居。从这一点开始，波利尼西亚人开始向四面八方航行，他们首先定居于东波利尼西亚（包括社会群岛和马克萨斯群岛），随后更是到达了更偏远的地区，如夏威夷、复活节岛及新西兰。除此之外，他们也在萨摩亚北部的图瓦卢环礁定居，图瓦卢也成为在美拉尼西亚及密克罗尼西亚建立玻里尼西亞域外點的跳板 。复活节岛的原住民可能起源于芒阿雷瓦岛。他们通过观察乌燕鸥的飞行路线发现了该岛。当第一位到访该岛的欧洲人——雅各布·罗赫芬登陆复活节岛时，他没有发现任何航行的迹象。相反，他注意到岛上树木稀少，不足以建造独木舟，而当地人使用的木筏也同样不适合航海。

## 航海技术
波利尼西亚人的航海非常依赖于持续的观察以及记忆，航海者需要记住他们从何方而来以确定他们自己目前的位置。太阳是这些航海者的主要向导之一，因为他们可以根据日出日落的准确方位来确定方向。日落后他们则会转而依靠星星来导航，当夜晚多云，或在白天无法看到星星时，航海者也会依靠风向和海浪来作为指引。
持续的观察能使航海者察觉到独木舟速度与航向的变化。因此，波利尼西亚人会观测多个方面，包括星星、洋流、波浪、能够指示岛屿方向的生物萤光现象、由岛屿和环礁引起的海-气相互作用、鸟类飞行、风向以及天气等。

### 观鸟
某些海鸟，如白玄鸥及黑玄燕鷗，会在清晨前往海上捕食，傍晚返回陆地。因此，航海者会在早晨逆着海鸟飞行的方向航行，在晚上则会顺着它们的方向前进。波利尼西亚人尤其依赖于鸟群，他们会谨记鸟类在繁殖季节的变化。
哈罗德·加蒂提出，波利尼西亚人会沿着鸟类迁徙的路径进行远距离航行。他在《木筏手册》（The Raft Book）一书中列举了多种波利尼西亚导航技术，供遭遇海难的水手或飞行员寻找陆地使用。在波利尼西亚人的口述传统中，有一些关于鸟类飞行的记载。加蒂认为，波利尼西亚航行者会通过观察候鸟的飞行方向，并结合陆地上的某些自然标志，来确定远方岛屿的位置:6。波利尼西亚人从大溪地、土阿莫土群岛或库克群岛前往新西兰的航程，可能遵循了长尾杜鹃的迁徙路线；从大溪地前往夏威夷的航程，则可能与金鸻和太平洋杓鹬的迁徙路线相吻合。
波利尼西亚人与许多航海民族一样，会携带所谓的“探陆鸟”（shore-sighting birds）出海。其中一种理论认为，波利尼西亚人在航行时会带上“军舰鸟”。这种鸟如果落水、羽毛被打湿，就会变得无法飞行。当波利尼西亚航海者认为自己接近陆地时，便会把军舰鸟放飞。如果这只鸟没有飞回独木舟，航海者便会沿着它飞行的方向前进。

### 观星

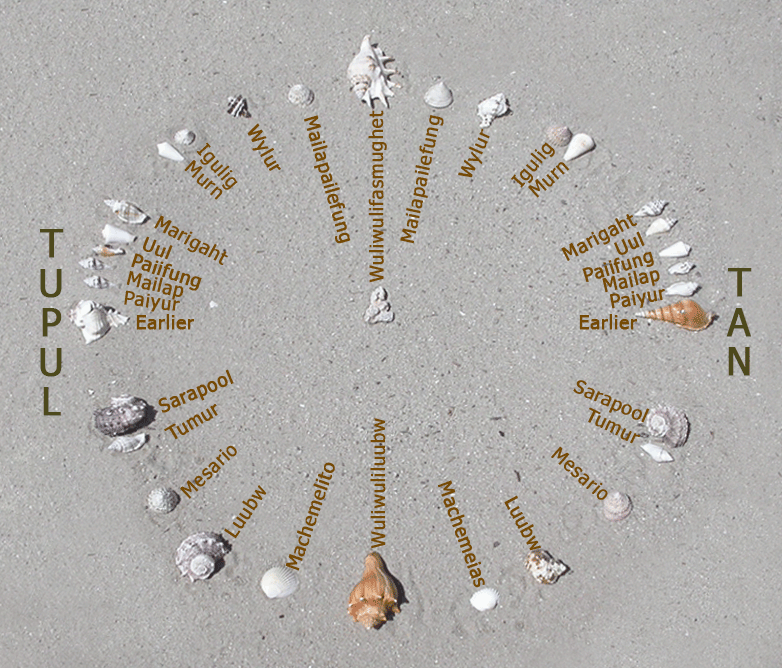
毛·皮艾魯格在加罗林群岛教授的星罗盘（Star Compass）；该罗盘是用贝壳在沙地上重新复原的版本。图片顶部为北，全图使用萨塔瓦尔语进行标注。

波利尼西亚人在航海时会利用星星的位置来确定方向。恒星与行星不同，它们在天空中的位置几乎全年不变，只会随着季节的变化改变升起的时间。每颗恒星都有其特定的赤纬值；因此，当恒星升起或落下的时候，它们便可以为航海者提供方位。波利尼西亚航海者会在某颗恒星接近地平线的时候设定航向，等这颗恒星升得很高后，就会切换到下一颗恒星，如此反复。每一条航线都有一套特定的恒星序列，航海者必须将其记熟。除此之外，他们还会通过测量恒星的高度来判断自己的纬度。当有些岛屿的纬度是确定的时候，航海者就会采用一种叫“沿纬度航行”（sailing down the latitude）的方法：当某颗恒星在夜空中正好越过某些特定的岛屿时，航海者便会知道自己处在正确的纬度上。而且，不同岛屿上恒星运行模式的相似性，也能让波利尼西亚人判断自己所在的纬度。因此，他们可以先借助盛行风航行，待确定纬度后，再转向东西方，最终抵达目的地。
即使大部分罗盘系统只会标出几十颗恒星的方位（如右图所示），一些复杂的罗盘甚至能标出多达150颗恒星的位置。在研究恒星罗盘（sidereal compasses）的发展后，学者提出它可能源于一种古老的导航工具——Pelorus。

### 长浪
航行时并不总能看到星星，波利尼西亚人还懂得借助海浪与長浪来航行。太平洋中的宜居地区大多数都是一些由岛屿或环礁组成的岛链，其长度可达数百公里。岛链会对海浪及洋流产生可预测的影响。那些居住在島嶼群的航海者，会学习不同岛屿对长浪形态、方向及运动的影响，并可以据此知识修正航向。即使波利尼西亚人航行到陌生的岛链附近，他们仍然可以通过观察那些与故乡特征类似的波浪来辨别方向。
风把能量传递给海洋，便形成了风浪。当能量从源头传播时，就会形成“长浪”（像涟漪一样）。如果源头处的风很强，长浪就会变的猛烈。风吹得越久，长浪持续的时间也会越长。相比由局部风向决定的波浪，长浪更加稳定且不容易消散，波利尼西亚航海者便依靠着它们使独木舟沿着罗盘上的一点笔直地航行到另一点。

### 云朵、云的反射及天空颜色
波利尼西亚航海者能够辨认出珊瑚环礁的白沙将热量反射到天空所形成的云彩。除此之外，他们还能辨别天空颜色的细微差异。
在东波利尼西亚，从大溪地前往土阿莫土群岛的航海者会向东航行至阿納環礁。这个环礁上的浅水泻湖会将淡绿色的光反射到云层中。如果航海者偏离了航线，他们可以通过在远处观察泻湖在云中的反射以纠正航向。

### Te lapa
大卫·刘易斯博士以及玛丽安·乔治（Marianne George）是最早一批记录一种尚未被科学解释的光现象的学者。Te lapa是一种直线形闪光，出现在水面上或水面下不远处，其光源来自岛屿。波利尼西亚人利用这种现象在海上确定方位，或寻找新的岛屿。

### 导航仪器

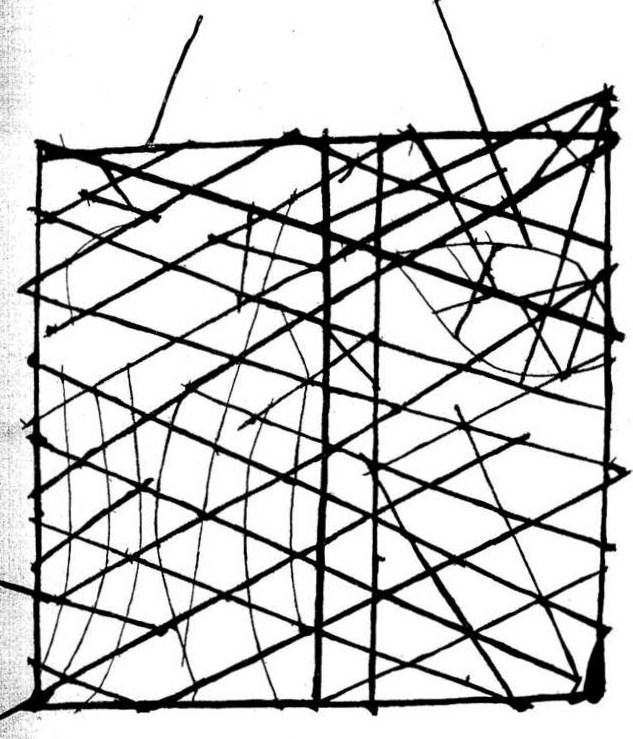
木枝航海图

目前尚无证据表明波利尼西亚航海者在船上使用过导航仪器。然而，马绍尔群岛的密克罗尼西亚人有在岸上使用木枝航海图的传统，这是一种用于表示岛屿位置及其周围海洋状况的空间海图。密克罗尼西亚航海者会将椰子叶的叶脉固定在方形框架上制作这种图表，其中叶脉的弯曲和交汇点表示盛行风和海浪被岛屿阻挡所引起的波浪运动。

### 与其他航海者的比较
当欧洲航海家首次了解到波利尼西亚人的航海技术时，他们将其与自身的导航方法进行了比较，包括但不限于以下方面：航海图、指南针、星曆表、六分仪（或类似的仪器），以及欧洲人在后期所使用的天文钟。包括库克船长及何塞·瓦雷拉在内的欧洲航海家之所以对波利尼西亚导航技术如此感兴趣，部分原因是他们对“环境导航技术”缺乏了解。事实上，不使用仪器进行航行在世界上许多地区都存在，例如印度洋、地中海以及大西洋沿岸。这些航行方式会因纬度不同以及当地天气各异而有所变化。其中一个最显著的差异是，波利尼西亚人的航海活动绝大部分都发生在赤道以南20度内，在这个范围里星星在升起和落下的时候几乎是垂直于地平线的。这一不同对于使用星星进行导航的航海者尤为有利:184–185。

## 航行范围

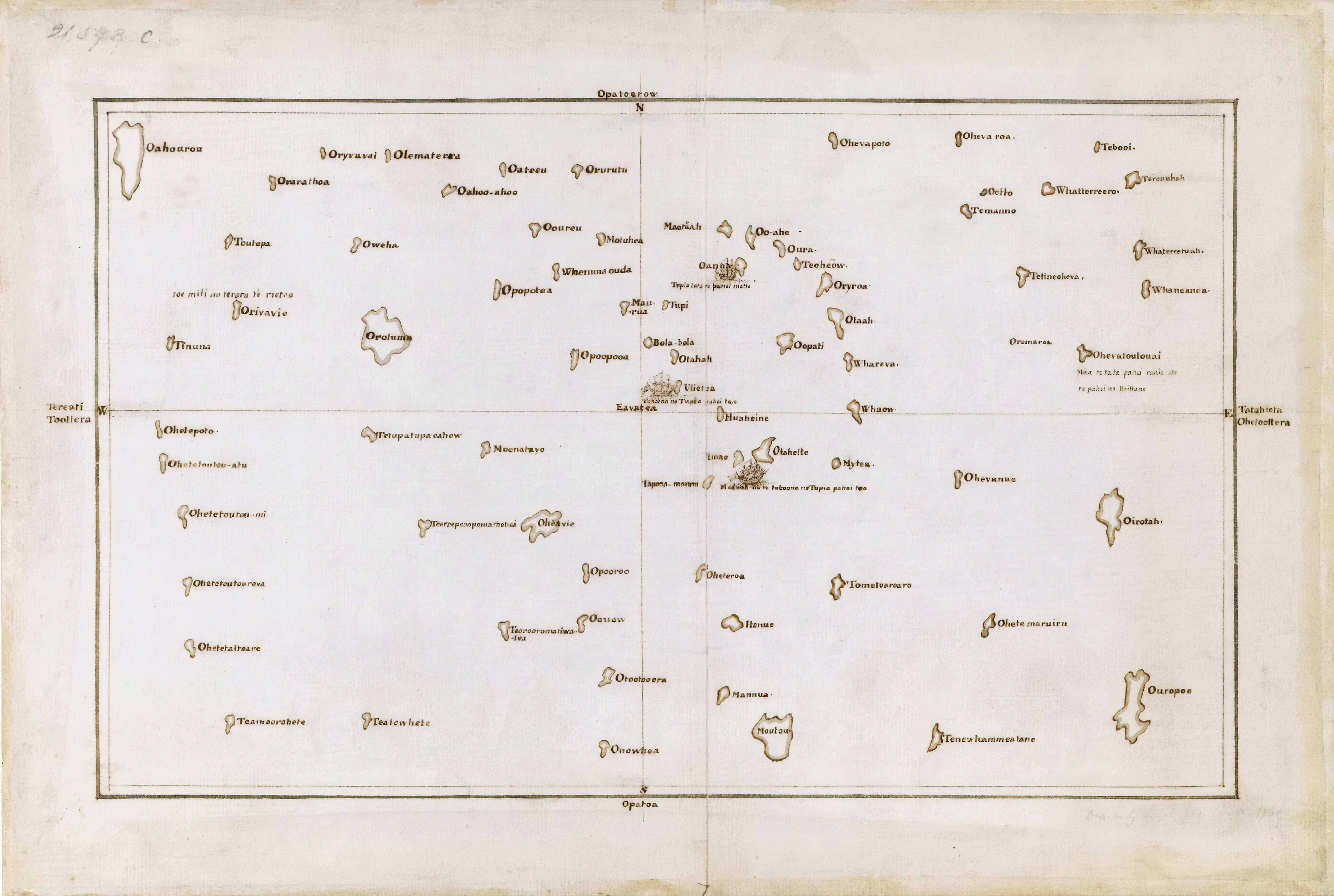
圖帕伊亞于1769年绘制的地图，保存于大英博物馆

库克船长在其首次航行中，得到了波利尼西亚人圖帕伊亞的协助。圖帕伊亞绘制了一幅以他的家乡賴阿特阿島为中心、半径约为3,200公里的地图。地图中有众多岛屿；圖帕伊亞共知晓约130个岛屿，他在这幅图上标出了74个。圖帕伊亞曾短暂地访问过除赖阿特阿岛以外的13个岛屿。然而，他从未到访过西波利尼西亚，因为自他祖父那一代起，赖阿特阿人已将航行范围缩小至东波利尼西亚。不过，他的祖父和父亲还是将西波利尼西亚主要岛屿的位置以及所需的航海知识传授给了他。圖帕伊亞受雇于库克船上的约瑟夫·班克斯，但根据班克斯的记载，库克船长对圖帕伊亞的地图置之不理，并贬低了他的航海技艺。
尽管如此，库克船长在1778年2月以赞许的语气记录了他对波利尼西亚人在太平洋地区迁徙与定居的看法：
我们该如何解释这个民族能够如此广泛地分布在太平洋的各个角落，分散在众多遥远且孤立的岛屿上？我们发现，从南方的新西兰到北方的三明治群岛（今夏威夷群岛）；从东方的复活节岛到西方的新赫布里底群岛（今瓦努阿图）；这一范围跨越了六十个纬度度数，即南北长约一千二百里格，以及八十三个经度度数，即东西宽约一千六百六十里格！这个民族究竟会延伸多远，目前仍不得而知；但根据这次及上次航行的发现，我们可以断言：这个民族，或许没有最多的人口，但无疑是地球上分布最广的一个民族。

### 亚南极及南极

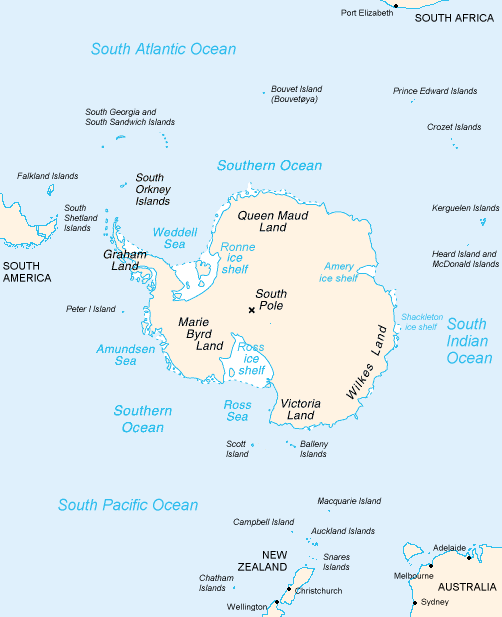
南极洲及其周边岛屿示意图，图中可见位于新西兰正南方、画面下方中央位置的奥克兰群岛。

关于波利尼西亚人向南扩张的最远范围，学术界仍存在着争议。
新西兰考古学家阿索尔·安德森将新西兰及其周边一系列岛屿称为“南波利尼西亚”。这些岛屿包括克马德克群岛、查塔姆群岛、奥克兰群岛和诺福克岛。根据放射性碳测定法在这些岛屿上所测得的结果，波利尼西亚人到访这些岛屿的时间不晚于公元1500年。其中，考古学家在至少一个新西兰亚南极群岛上，发现了波利尼西亚人曾经在此定居的物证：奥克兰群岛的恩德比岛上发现的一处聚落遗址，经放射性碳测定可追溯至13世纪 。然而，人们至今尚未在恩德比岛以南的地区发现类似的遗迹，这可能意味着波利尼西亚人从未进入过南极周围两千公里以内。
有传言称安蒂波德斯群岛曾出土过一块波利尼西亚陶器碎片，但并未得到证实。新西兰国立博物馆表示：“本馆未能在馆藏中找到这一陶片，且关于该藏品的原始记录中也没有任何与波利尼西亚文化有关的描述。”
波利尼西亚人的口述历史记载：公元650年左右，威特兰吉奥拉曾率领一支独木舟舰队向南航行，直至抵达“一个严寒之地，在那里岩石状的结构从凝固的海洋上升起”。这一口述历史描述的可能是罗斯冰架，可能是南极大陆，又或许是南大洋中被海冰环绕的冰山。

### 哥伦布时代前与美洲的接触
20世纪中期，托尔·海尔达尔提出了波利尼西亚人起源的新理论：他认为波利尼西亚人是乘着轻木筏从南美洲航行而来的。
库克群岛上原产于美洲的番薯，经过放射性碳测定，可追溯至公元1000年。这一发现曾被当作美洲原住民航行至大洋洲的证据。不过，目前的观点认为，公元700年左右，可能到达南美的波利尼西亚人在返程后将番薯引入中波利尼西亚，并在那里向整个波利尼西亚地区传播。另一种观点则认为，这种植物可能是通过自然传播的，即植物或种子在没有人类的介入下漂流至太平洋地区。
2007年，一项发表在《美国国家科学院院刊》的研究对智利阿劳科半岛附近埃尔阿雷纳尔（El Arenal）出土的鸡骨进行了分析，结果显示大洋洲与美洲可能存在着接触。鸡的驯化起源于南亚，而智利的马普切鸡被认为是在1500年左右由西班牙人引入美洲的。然而，放射性碳测定显示这些鸡骨可追溯至公元1304年到1424年之间，早于西班牙人抵达南美的时间。而且，鸡骨提取到的DNA序列与同一时期美属萨摩亚和汤加鸡种的序列完全一致，这两个地区距智利均超过8000公里。此外，这些鸡骨的基因序列也与夏威夷和复活节岛（距离智利最近的波利尼西亚岛屿，约4000公里）鸡种的序列相似。同时，这些鸡骨的基因序列与任何欧洲鸡种都不匹配。尽管这一初步研究暗示了波利尼西亚人可能在哥伦布抵达美洲之前就已经将鸡引入南美，但随后一项针对同一批样本的研究得出了如下结论：
现代智利鸡种的序列与欧洲、印度次大陆及东南亚鸡种的序列相似，说明现代智利鸡种源于欧洲。然而，先前研究中所使用的一块智利鸡骨样本，以及六块波利尼西亚鸡骨样本，它们的DNA序列也与欧洲、印度次大陆及东南亚鸡种的序列十分相似；这说明原来的研究无法证明鸡是由波利尼西亚人引入南美洲的。相比之下，在复活节岛两个遗迹中发现的基因序列与印度尼西亚、日本、菲律宾的一种比较少见的单倍群相似，这可能反映了波利尼西亚人早期迁徙时留下的痕迹。除此之外，针对智利鸡骨的建模分析表明，其可能受到了“海洋碳”的影响（可能会让骨头看起来比实际更古老），也进一步质疑了该鸡骨是否属于哥伦布到来之前。如果要真正证明波利尼西亚人曾在哥伦布到来之前到过美洲，还需要对智利和波利尼西亚遗址中的DNA序列、放射性碳测定结果及稳定同位素数据进行进一步的分析。
然而，原作者在后续的研究中，对其早期的发现进行了扩充和分析，得出了如下的结论： 
这一全面的方法表明，分析现代鸡种的DNA序列无法帮助我们了解智利最早鸡种的起源。那些基于来源不明、记录不完整的现代鸡种所做出的解释，脱离了考古和历史证据，是站不住脚的。相反，这项补充研究将进一步证明埃尔阿雷纳尔出土的鸡骨源自前哥伦布时代，并会支持我们最初的假设：这些鸡出现在南美，很可能是因为波利尼西亚人曾与美洲有过接触。
2005年，一位语言学家和一位考古学家提出，夏威夷人曾与美国加利福尼亚南部的丘马什人在公元400年至800年有过接触。丘马什人及其邻近的维沃特人会制作缝板独木舟（sewn-plank canoes），这在北美原住民中是极为独特的，而且该种独木舟的设计与波利尼西亚人及美拉尼西亚人用于远洋航行的大型独木舟接近。除此之外，丘马什人称呼这种独木舟叫"Tomolo’o"，该词可能源于夏威夷语的"tumula’au"或"kumula’au"，指船匠用来雕刻板材并缝合成独木舟的原木。然而，维沃特语中意思相近的“tii’at”则与夏威夷语无关。如果这种接触确实发生过，它并未在加州或夏威夷留下任何基因痕迹。虽然这一理论在加州的媒体上偶有报道，但大多数研究维沃特和丘马什文化的考古学家都对此理论予以否定，因为物证充分证明，缝板独木舟是这两个民族在几个世纪中独立研发出来的。
波利尼西亚人也可能与前西班牙时期的马普切人（位于智利中南部）有过接触，因为这两种文化似乎存在着一些相似的特征，包括相似的词汇—"toki"（石斧和鑿子）、與毛利人使用的"Wahaika"相似的短棍、在奇洛埃群島使用的缝板独木舟"dalca"、智利南部常见的烹饪方式''Curanto''（类似于炕窯）与波利尼西亚的"Umu"相似、围石墙的捕鱼技术、类似曲棍球的游戏"Palín"等等。一些来自中、东波利尼西亚的强劲西风和厄尔尼诺风可以直接吹至马普切人所在的地区（康塞普西翁与奇洛埃之间的区域）。如果从新西兰出发，顺着“咆哮西风带”航行，也有可能抵达马普切地区。1834年，一些从塔斯马尼亚逃出来的人在历经43天的航行后，最终抵达了奇洛埃岛。
芒阿雷瓦岛的一则传说讲述了霍图·马图阿向东南方向航行，最终抵达南美洲最南端的故事。

## 后殖民研究

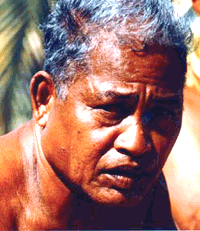
来自密克罗尼西亚薩塔瓦爾環礁的航海者——毛·皮艾魯格（1932–2010）

欧洲人在接触并殖民波利尼西亚人后，许多传统的航海技艺已经失传。这也引发了波利尼西亚人为什么出现在如此偏远的岛屿上的争论。安德鲁·夏普（Andrew Sharp）指出，库克船长知道夏爾·布羅塞曾描绘过太平洋岛民在风暴中偏离航线、最后漂流到数百英里外且完全迷失方向的经历。在一次航行中，库克自己也遇到了一群塔希提漂流者，他们被风暴吹到了1000英里外的阿蒂烏島。库克写道，这件事“比那些纸上谈兵的猜想，更能说明人类是如何征服地球上的偏远地区，尤其是南太平洋海域”。
19世纪末至20世纪初，学界对波利尼西亚人航海的看法变得更加积极，这种观点极大地浪漫化了波利尼西亚人的航海技艺、独木舟的制造工艺以及导航技术。这一时期的作家，如亚伯拉罕·福南达以及珀西·史密斯，讲述了波利尼西亚人以英勇无畏的姿态，从亚洲出发，组织庞大的舰队，向波利尼西亚地区迁徙的故事。
然而，安德鲁·夏普对以“英雄主义”为视角的假说提出了质疑。他主张波利尼西亚人的航海能力其实非常有限，因此，波利尼西亚人是出于运气或随波漂流才发现岛屿的，而并非源于有组织的殖民航行。同时，波利尼西亚人也是经过几代人的口口相传，才逐渐掌握了在已知岛屿间航行的方法。夏普的想法引发了巨大的争议，“浪漫主义派”与“怀疑派”之间的争论也由此陷入僵局。

## 航行再现

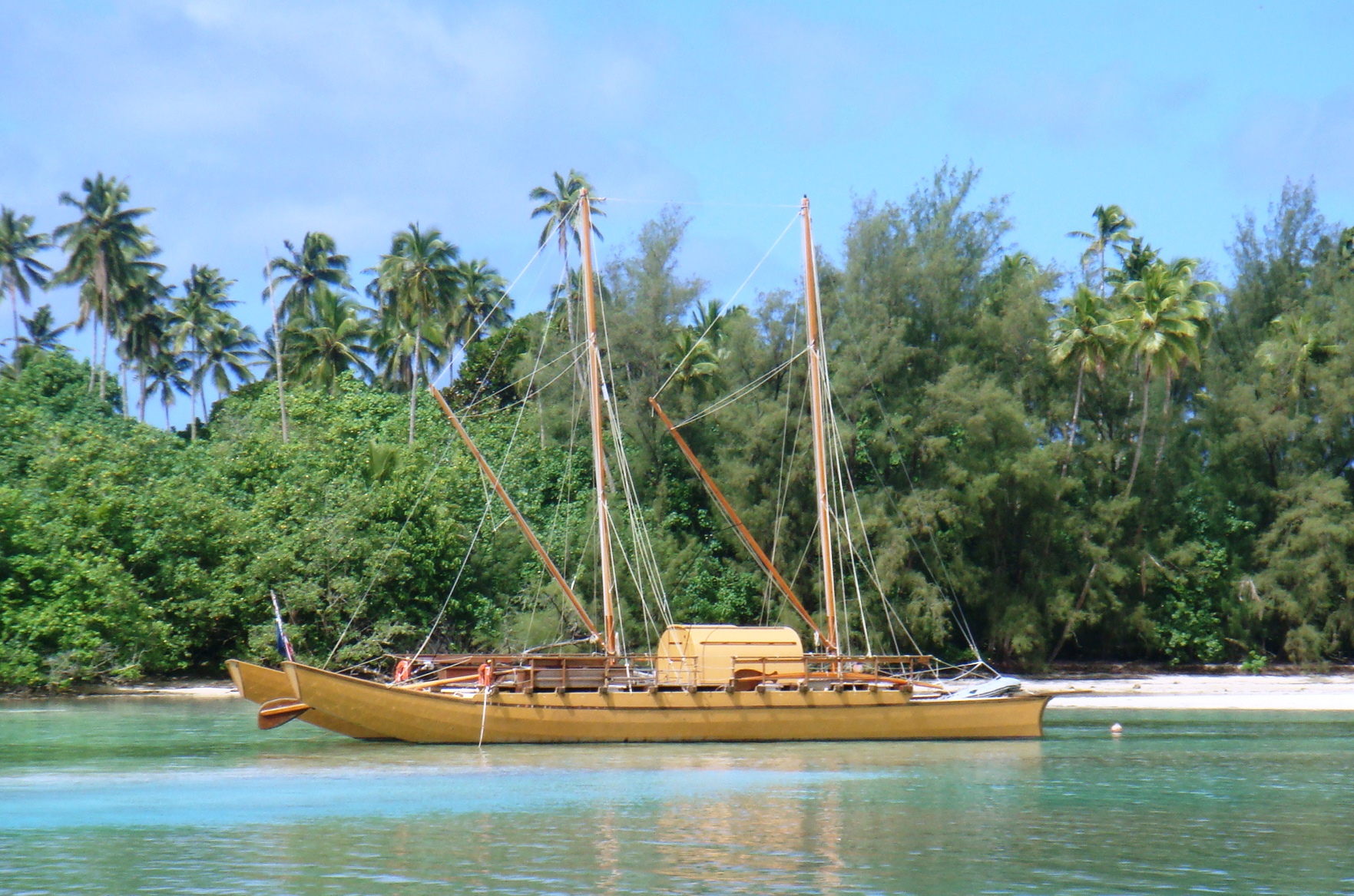
Marumaru Atua于拉罗汤加岛，摄于2010年

20世纪60年代，大卫·路易斯驾驶着双体船，从塔希提经由拉罗汤加岛航行至新西兰，全程没有使用任何仪器，航行只依靠天文觀測。刘易斯在加罗林群岛、圣克鲁斯群岛以及汤加拜访了当地的航海家，他证明波利尼西亚、密克罗尼西亚以及美拉尼西亚的航海者仍然保留着传统的航海技术。他驾驶着凱趣船“号”进行了多次航行。1972年，他将自己的经历写成了《We, the Navigators》一书，书名巧妙地借鉴了新西兰人类学家雷蒙德·弗思的经典著作，该书讲述了天赋异禀的蒂科皮亚航海家的故事。
在密克罗尼西亚加罗林群岛进行的民族志研究发现：当地居民仍会使用传统的天文导航技术。受传统设计的启发而建造的支腿独木舟——Wa，结合密克罗尼西亚人丰富的航海知识，以及天文导航技术，使研究者能够对波利尼西亚独木舟的适航性以及操控性得出切实的结论，同时也更深入地了解了波利尼西亚人可能采用的导航方法，以及波利尼西亚人是如何适应航海生活的。 
人类学家兼历史学家本·芬尼建造了夏威夷双体船的复制品——号。芬尼驾驶着这艘双体船在夏威夷海域进行了一系列的航行与划船实验。1973年，他创立了波利尼西亚航海协会，以探究一个长期存在的争议话题——波利尼西亚人是如何找到他们所定居的岛屿的。该团队声称，他们能够复原夏威夷双体独木舟，并可以驾驶着这种独木舟使用传统的航海技术横跨大洋。
1978年，Hōkūleʻa号在前往塔希提的途中倾覆。世界冲浪冠军埃迪·艾考尝试划着衝浪板前往最近的岛屿寻求帮助，但从此失踪。所幸，其他船员最终获救。
1980年，一位名叫奈诺阿·汤普森的夏威夷人发明了一种新的无仪器导航方法——现代夏威夷寻路系统（Modern Hawaiian Wayfinding System），这套系统能帮助他往返于夏威夷与塔希提之间。1987年，马塔希·华卡塔卡-布莱特维尔与他的导师弗朗西斯·考恩（Francis Cowan）驾驶着Hawaiki-nui号，在全程未使用任何仪器的前提下，从塔希提航行到了新西兰。
在新西兰，毛利航海家兼造船师赫克托·巴斯比也深受奈诺阿·汤普森以及号的启发与影响。
2008年，一项名为""的航行从菲律宾启程，目的地为所罗门群岛的波利尼西亚域外点——蒂科皮亚岛与阿努塔岛。该次旅程使用的两艘双体船均在菲律宾建造，船只由英国设计师汉内克·布恩（Hanneke Boon）与詹姆斯·沃拉姆设计，船体严格仿照了蒂科皮亚的传统船型。船员们依靠着波利尼西亚传统导航技术，重走了当时拉皮塔人开拓的太平洋航线：船员先沿着新几内亚北部航行，然后横渡150英里，抵达了一座岛屿。这一航程证明，现代双体船完全有能力沿着当时拉皮塔人的迁徙路线航行。两艘船在历时五个月后抵达了目的地，而这次海洋考古探险也以将两艘船赠送给当地的岛民作为结束
2010年，支腿独木舟“O Tahiti Nui Freedom号”从塔希提出发，沿着波利尼西亚人迁徙的路线，途经库克群岛、汤加、斐济、瓦努阿图、所罗门群岛、巴布亚新几内亚、帕劳以及菲律宾，历时123天最终抵达了中国的福建省。
2013年，一次名为  的现代无仪器航行正式启程。该次旅途从夏威夷希洛出发，横跨全球。然而，这只是一场以传播环保理念为目标的航行，并不是为了复原波利尼西亚人在历史上所走过的路线。本次旅程由两艘船完成，分别为：“号” 与 “号”；奈诺阿·汤普森是船员之一。

### 引用
1. ↑  Bellwood, Peter. . NY: Thames and Hudson. 1978: 39. ISBN 978-0-500-02093-7 （英语）.
2. ↑  Clark, Liesl. . PBS. 2000-02-15  [2016-11-17]. （原始内容存档于2016-11-30） （英语）.
3. ↑  Bellwood, Peter. . NY: Thames and Hudson. 1978: 42. ISBN 978-0-500-02093-7 （英语）.
4. 1 2  Holmes, Lowell Don. . XXV(11) Pacific Islands Monthly. 1955-06-01  [2021-10-01]. （原始内容存档于2023-10-13） （英语）.
5. 1 2 3 4 5 6 7 8 9  Holmes, Lowell Don. . XXVI(1) Pacific Islands Monthly. 1955-08-01  [2021-10-01]. （原始内容存档于2023-10-13） （英语）.
6. ↑  Anderson, Atholl. . International Journal of Osteoarchaeology. January 2001, 11 (1–2): 14–23. ISSN 1047-482X. doi:10.1002/oa.542  （英语）.
7. ↑  Eckstein, Lars; Schwarz, Anja. . The Journal of Pacific History. 2019-01-02, 54 (1): 1–95. ISSN 0022-3344. doi:10.1080/00223344.2018.1512369  （英语）.
8. ↑  Kirch, Patrick V. . American Scientist. 1980, 68 (1): 39–48. ISSN 0003-0996. JSTOR 27849718 （英语）.
9. 1 2  Anglin, Wanda. . 2021-09-03  [2025-08-07]. （原始内容存档于2025-03-24） （美国英语）.
10. 1 2  Druett 1987，第226–227頁.
11. ↑  . 2016-08-16  [2025-08-07] （美国英语）.
12. ↑  K. R. Howe. . Albany, Auckland: David Bateman. 2006: 92–98  [2025-08-09]. ISBN 1869536258. （原始内容存档于2025-06-12） （英语）.
13. ↑  Kayser, M.; Brauer, S.; Weiss, G.; Underhill, P.A.; Roewer, L.; Schiefenhövel, W.; Stoneking, M., , Current Biology, 2000, 10 (20): 1237–1246, Bibcode:2000CBio...10.1237K, PMID 11069104, doi:10.1016/S0960-9822(00)00734-X  （英语）
14. ↑  Kayser, M.; Brauer, S.; Weiss, G.; Underhill, P.A.; Roewer, L.; Schiefenhövel, W.; Stoneking, M., , Current Biology, 2001, 11 (2): I–II, doi:10.1016/S0960-9822(01)00029-X  （英语）
15. ↑  Bellwood 1987，第45–65頁.
16. ↑  . Originalpeople.   [2018-04-11]. （原始内容存档于2018-05-12） （英语）.
17. ↑  Walter, Richard; Dickenson, W. R. . The Journal of the Polynesian Society. 1989, 98 (4): 465–470. JSTOR 20706311 （英语）.
18. ↑  Gill, William W.  1977. London: H.S. King. 1876. ISBN 0-524-00838-8 （英语）.
19. ↑  Kamakau, S.M. . Honolulu, HI: Kamehameha Publishing. 1961. ISBN 0-87336-014-1 （英语）.
20. ↑  Jacques Franc de Ferrière. . TAHITI INFOS, les informations de Tahiti.   [2025-03-21]. （原始内容存档于2023-03-26） （法语）.
21. ↑  Niespolo, Elizabeth M.; Sharp, Warren D.; Kirch, Patrick V. . Journal of Archaeological Science. 2019, 101: 21–33  [2025-08-09]. Bibcode:2019JArSc.101...21N. S2CID 134955488. doi:10.1016/j.jas.2018.11.001. （原始内容存档于2024-04-19） –Elsevier Science Direct （英语）.
22. 1 2  R., Howe, K. . University of Hawaii Press. 2007-08-08. ISBN 978-0-8248-3213-1. OCLC 929920261 （英语）.
23. ↑  Bellwood 1987，第29–54頁.
24. ↑  Bayard, D. T. . Otago University, Studies in Prehistoric Anthropology, Vol. 9. 1976  [2025-08-09]. （原始内容存档于2025-03-21） （英语）.
25. ↑  Kirch, P. V. . Journal of Pacific History. 1984, 19 (4): 224–238. doi:10.1080/00223348408572496 （英语）.
26. ↑  Crowe, Andrew. . Auckland: bateman. 2018. ISBN 978-1-86953-961-0. OCLC 1044553799 （英语）.
27. ↑  Thompson, Nainoa. . Polynesian Voyaging Society.   [2018-04-11]. （原始内容存档于2017-11-02） （英语）.
28. 1 2 3  Gatty 1958.
29. ↑  Lewis, David.  (PDF). National Geographic. 1974, 146 (6): 747–754  [2025-08-09]. （原始内容存档 (PDF)于2025-06-12） （英语）.
30. 1 2  Lewis, David. . HI: University of Hawaii Press. 1972. ISBN 978-0-8248-0229-5 （英语）.
31. ↑  . Smithsonian Libraries and Archives.   [2025-08-09]. （原始内容存档于2025-06-20） （美国英语）.
32. ↑  Harold Gatty. . New York: George Grady Press. 1943 （英语）.
33. ↑  . Polynesian Voyaging Society. （原始内容存档于2011-10-24） （英语）.
34. 1 2 3 4 5  Holmes, Lowell Don. . XXVI(2) Pacific Islands Monthly. 1955-09-01  [2021-10-01]. （原始内容存档于2021-10-01） （英语）.
35. ↑  Gatty, Harold. . Courier Corporation. 2013-06-03: 45. ISBN 978-0-486-31893-6 （英语）.
36. ↑  . Polynesian Voyaging Society.   [2025-06-08] （英语）.
37. ↑   (PDF). Texas A&M University.   [2025-06-08]. （原始内容 (PDF)存档于2005-04-01） （英语）.
38. ↑  Gooley, Tristan. . NY: Hodder & Stoughton. 2016. ISBN 978-1-4736-1520-5 （英语）.
39. ↑  . VII(8) Pacific Islands Monthly. 1937-03-23  [2021-09-28]. （原始内容存档于2024-11-30） （英语）.
40. ↑  George, Marianne. . Time and Mind: The Journal of Archaeology, Consciousness and Culture. 2011, 5 (2): 135–174  [2022-10-23] （英语）.
41. ↑  Howe, K. R. (编). . Auckland, New Zealand: Bateman. 2006: 175–177. ISBN 978-1-86953-625-1 （英语）.
42. ↑  . 國立臺灣史前文化博物館 （中文）.
43. ↑  McGrail, Sean. . Barnsley: Pen and Sword Books Limited. 2014. ISBN 978-1-4738-2559-8 （英语）.
44. 1 2  Salmond, Anne. . Berkeley: University of California Press. 2010: 36–37,175,203–204,288. ISBN 978-0-520-26114-3 （英语）.
45. ↑  Druett 1987，第218–233頁.
46. ↑  O'Sullivan, Dan. . I.B. Taurus. 2008: 148. ISBN 978-1-84511-483-1 （英语）.
47. ↑  Crowe 2018，第236頁.
48. 1 2  Anderson A, Binney J, Harris A. . Bridget Williams Books. 2015: 28. ISBN 978-0-908321-53-7 （英语）.
49. ↑  Tom O’Connor. . New Zealand Geographic (Print). 2004, (69): 6-8 （英语）.
50. ↑  Atholl Anderson & Gerard R. O’Regan. . Australian Archaeologist: Collected Papers in Honour of Jim Allen (Canberra: Coombs Academic Publishing ANU). 2000: 440–454  [2025-08-09]. （原始内容存档于2025-06-14） （英语）.
51. ↑  Atholl Anderson & Gerard R. O’Regan. . Ngai Tahu Development Report (Dunedin). 1999  [2025-08-09]. （原始内容存档于2025-06-12） （英语）.
52. ↑  Atholl Anderson. . Antiquity. 2005, 79 (306): 791–800. S2CID 162770473. doi:10.1017/S0003598X00114930 （英语）.
53. 1 2  Anderson, Atholl; Becerra‐Valdivia, Lorena; Cadd, Haidee; Marjo, Christopher E.; Palmer, Jonathan; Turney, Chris; Wilmshurst, Janet M. . Archaeology in Oceania. 2024-10-03  [2025-08-09]. ISSN 0728-4896. doi:10.1002/arco.5337 . （原始内容存档于2025-06-11） （英语）.
54. ↑  . Te Ao Hou. 1967, (59): 43  [2025-08-09]. （原始内容存档于2022-08-20） （英语）.
55. ↑  . Appendix to the Journals of the House of Representatives, 1886 Session I, H-24 Page 6.   [2025-08-09]. （原始内容存档于2023-01-31） （英语）.
56. ↑  .   [2016-03-02]. （原始内容存档于2010-06-23） （英语）.
57. ↑  .   [2016-03-02]. （原始内容存档于2011-09-04） （英语）.
58. ↑  .   [2016-03-02]. （原始内容存档于2023-08-11） （英语）.
59. ↑  . .   [2016-03-02]. （原始内容存档于2014-12-09） （英语）.
60. ↑  Sharp 1963，第122–128頁.
61. 1 2 3  Finney 1976，第5頁.
62. ↑  Van Tilburg, Jo Anne. . Washington, DC: Smithsonian Institution Press. 1994. ISBN 0714125040 （英语）.
63. ↑  Montenegro, A.;  et al.  (PDF). Journal of Archaeological Science. University of Victoria.   [2011-09-06]. （原始内容 (PDF)存档于2011-06-28） （英语）.
64. ↑  . National Geographic. 2025-08-07  [2025-08-07]. （原始内容存档于2025-01-18） （英语）.
65. ↑  Whipps, Heather, , Live Science, 2007-06-04  [2007-06-05], （原始内容存档于2008-05-09） （英语）.
66. ↑  Maugh, Thomas H. II. . Los Angeles Times. 2007-06-05 （英语）.
67. ↑  Storey, A. A.;  et al. . Proceedings of the National Academy of Sciences. 2007, 104 (25): 10335–10339. Bibcode:2007PNAS..10410335S. PMC 1965514 . PMID 17556540. doi:10.1073/pnas.0703993104  （英语）.
68. ↑  Gongora, J.;  et al. . Proceedings of the National Academy of Sciences. 2008, 105 (30): 10308–10313. Bibcode:2008PNAS..10510308G. PMC 2492461 . PMID 18663216. doi:10.1073/pnas.0801991105  （英语）.
69. ↑  . Proceedings of the National Academy of Sciences. 2008-09-16, 105 (37)  [2025-08-04]. ISSN 0027-8424. PMC 2544607 . doi:10.1073/pnas.0807512105 （英语）.
70. ↑  Alves, Eduardo Q.; Macario, Kita; Ascough, Philippa; Bronk Ramsey, Christopher. . Reviews of Geophysics. 2018, 56 (1)  [2025-08-04]. ISSN 1944-9208. doi:10.1002/2017RG000588 （英语）.
71. ↑  Storey, Alice A.; Quiroz, Daniel; Beavan, Nancy; Matisoo-Smith, Elizabeth. . Archaeology in Oceania. 2013, 48 (2): 101–119. doi:10.1002/arco.5007 （英语）.
72. ↑  Keay Davidson. . SFGATE. 2005-06-20  [2025-08-09]. （原始内容存档于2025-05-31） （英语）.
73. ↑  Jones, Terry L.; Kathryn A. Klar. . American Antiquity. 2005-06-03, 70 (3): 457–484  [2008-03-06]. JSTOR 40035309. S2CID 161301055. doi:10.2307/40035309. （原始内容存档于2006-09-27） （英语）. and Adams, James D.; Cecilia Garcia; Eric J. Lien. . Evidence-Based Complementary and Alternative Medicine. 2008-01-23, 7 (2): 219–25. PMC 2862936 . PMID 18955312. doi:10.1093/ecam/nem188 （英语）.. See also Terry Jones's homepage 的存檔，存档日期2008-05-11., California Polytechnic State University.
74. ↑  For the argument against the Chumash—Polynesian contact theory, see Arnold, J.E. . American Antiquity. 2007, 72 (2): 196–209. JSTOR 40035811. S2CID 145274737. doi:10.2307/40035811 （英语）.
75. ↑  Jeanne E. Arnold. . Salt Lake City: University of Utah Press. 2001. ISBN 0-87480-674-7 （英语）.
76. ↑  Gamble, Lynn H. . American Antiquity. 2002, 67 (2): 301–315. JSTOR 2694568. S2CID 163616908. doi:10.2307/2694568 （英语）.
77. 1 2  Ramírez-Aliaga, José-Miguel.  (PDF). Rapa Nui Journal. 2010, 24 (1): 29–33  [2025-08-09]. （原始内容存档 (PDF)于2023-06-23） （英语）.
78. 1 2  .   [2007-06-05]. （原始内容存档于2007-06-06） （西班牙语）.
79. ↑  Reyes, Omar; Méndez, César; San Román, Manuel; Belmar, Carolina; Nuevo-Delaunay, Amalia. . Frontiers in Earth Science. 2022-08-16, 10. 2.2 Ethnohistory and ethnography  [2025-08-04]. ISSN 2296-6463. doi:10.3389/feart.2022.946732 （英语）.
80. ↑  Lewis, David. . Canberra: Australian National University Press. 1972  [2025-08-09]. （原始内容存档于2025-05-11） （英语）.
81. ↑  Rjabchikov, Sergei. : 5. 2014-12-11  [2025-08-03]. （原始内容存档于2024-12-12）.
82. ↑  Sharp 1963，第16頁.
83. ↑  Sharp 1963.
84. ↑  Lewis 1994.
85. ↑  Lewis, David.  (PDF). National Geographic. 1974, 146 (6): 747–754, 771–778  [2025-08-09]. （原始内容存档 (PDF)于2025-06-12） （英语）.
86. ↑  Finney 1976，第6–9頁.
87. ↑  Finney, Ben. . Hokule'a.   [2018-04-11] （英语）.
88. ↑  . New Zealand Maritime Museum.   [2021-11-13] （英语）.
89. ↑  . Toi Māori Aotearoa.   [2014-10-12]. （原始内容存档于2014-10-11） （英语）.
90. ↑  . Auckland War Memorial Museum.   [2024-12-10]. （原始内容存档于2025-04-26） （英语）.
91. ↑  . 2024-10-24  [2024-12-10] （英国英语）.
92. ↑  Hympendahl, Klaus. .   [2016-03-02]. （原始内容存档于2016-03-03） （英语）.
93. ↑  . Lapitavoyage.   [2024-12-10]. （原始内容存档于2025-04-26）.
94. ↑  . SEA Semester.   [2019-04-11] （英语）.
95. ↑  LaFeir, Letise (编). . OCLC 917779207 （英语）.